# Chilon laevituber
Chilon laevituber is een hooiwagen uit de familie Assamiidae.